# ティメア・バボシュ
ティメア・バボシュ（Tímea Babos, ハンガリー語: Babos Tímea, 1993年5月10日 - ）は、ハンガリー・ショプロン出身の女子プロテニス選手。2018年全豪オープンと2019年全仏オープン女子ダブルスでクリスティナ・ムラデノビッチと組んで優勝した。これまでにWTAツアーでシングルス3勝、ダブルス21勝を挙げている。自己最高ランキングはシングルス25位、ダブルス1位。身長179cm、体重68kg。右利き、バックハンド・ストロークは両手打ち。

## 来歴
8歳からテニスを始める。ジュニア時代はスローン・スティーブンスと組んだダブルスで2010年全仏オープン、2010年ウィンブルドン選手権、2010年全米オープンで優勝している。2011年にプロに転向。
2012年3月のモンテレイ・オープンで初の決勝に進出しアレクサンドラ・カダントゥを 6–4, 6–4 で破りツアー初優勝を果たす。
4大大会では2012年全仏オープンで初出場。6月のエイゴン・クラシックでは謝淑薇と組んだダブルスで決勝に進出しリーゼル・フーバー&リサ・レイモンド組を 7–5, 6–7(2), [10–8] で破りダブルスでも初優勝した。ウィンブルドンでは1回戦でメラニー・ウダンを 6-4, 4-6, 6-3 で破り4大大会での初勝利を挙げる。2回戦ではナディア・ペトロワに 4-6, 7-6(3), 7-9 で競り負けた。ロンドン五輪でオリンピックに初出場した。シングルス1回戦でガリナ・ボスコボワを 6-4, 6-2 で破り、2回戦でアンゲリク・ケルバーに 1-6, 1-6 で敗れた。 
2014年ウィンブルドン選手権ではクリスティナ・ムラデノビッチと組んだ女子ダブルスで決勝に進出した。決勝ではサラ・エラニ&ロベルタ・ビンチ組に 1–6, 3–6 で敗れ準優勝者になった。2015年ウィンブルドン選手権ではアレクサンダー・ペヤと組んだ混合ダブルスで決勝に進出した。決勝ではマルチナ・ヒンギス&リーンダー・パエス組に 1–6, 1–6 で敗れ準優勝者になった。
2018年全豪オープン女子ダブルスではクリスティナ・ムラデノビッチと組み決勝でエカテリーナ・マカロワ&エレーナ・ベスニナ組を 6–4, 6–3 で破り優勝した。2018年7月16日付のランキングでダブルス1位を記録している。全米オープンと2019年全豪オープンで準優勝、2019年全仏オープン決勝で段瑩瑩&鄭賽賽組を 6–2, 6–3 で破り優勝、4大大会ダブルス2勝目を挙げた。

## WTAツアー決勝進出結果

### シングルス: 8回 (3勝5敗)
| 大会グレード                  |
| ----------------------------- |
| グランドスラム (0–0)          |
| WTAファイナルズ (0–0)         |
| プレミア・マンダトリー (0–0)  |
| プレミア5 (0-0)               |
| WTAエリート・トロフィー (0-0) |
| プレミア (0–0)                |
| インターナショナル (3–5)      |

| 結果   | No. | 決勝日        | 大会               | サーフェス        | 対戦相手                     | スコア           |
| ------ | --- | ------------- | ------------------ | ----------------- | ---------------------------- | ---------------- |
| 優勝   | 1.  | 2012年2月26日 | モンテレイ         | ハード            | アレクサンドラ・カダントゥ   | 6–4, 6–4         |
| 準優勝 | 1.  | 2015年5月2日  | マラケシュ         | クレー            | エリナ・スビトリナ           | 5–7, 6–7(3)      |
| 準優勝 | 2.  | 2016年8月5日  | フロリアーノポリス | ハード            | イリーナ＝カメリア・ベグ     | 6–2, 4–6, 3–6    |
| 優勝   | 2.  | 2017年2月26日 | ブダペスト         | ハード (室内)     | ルーシー・サファロバ         | 6–7(4), 6–4, 6–3 |
| 準優勝 | 3.  | 2017年9月17日 | ケベック・シティー | カーペット (室内) | アリソン・バン・アイトバンク | 7–5, 4–6, 1–6    |
| 準優勝 | 4.  | 2017年9月30日 | タシケント         | ハード            | カテリナ・ボンダレンコ       | 4–6, 4–6         |
| 優勝   | 3.  | 2018年2月4日  | 台北               | ハード            | カテリナ・コズロワ           | 7–5, 6–1         |
| 準優勝 | 5.  | 2018年4月8日  | モンテレイ         | ハード            | ガルビネ・ムグルサ           | 6–3, 4–6, 3–6    |

### ダブルス: 34回 (21勝13敗)
| 大会グレード                  |
| ----------------------------- |
| グランドスラム (2-4)          |
| WTAファイナルズ (2–0)         |
| プレミア・マンダトリー (0–4)  |
| プレミア5 (2-1)               |
| WTAエリート・トロフィー (0-0) |
| プレミア (4-1)                |
| インターナショナル (11-3)     |

| 結果   | No. | 決勝日         | 大会               | サーフェス        | パートナー                       | 対戦相手                                            | スコア              |
| ------ | --- | -------------- | ------------------ | ----------------- | -------------------------------- | --------------------------------------------------- | ------------------- |
| 優勝   | 1.  | 2012年6月17日  | バーミンガム       | 芝                | 謝淑薇                           | リーゼル・フーバー リサ・レイモンド                 | 7–5, 6–7(2), [10–8] |
| 準優勝 | 1.  | 2013年1月12日  | ホバート           | ハード            | マンディ・ミネラ                 | ガルビネ・ムグルサ マリア・テレサ・テッロ・フロル   | 3–6, 6–7(5)         |
| 優勝   | 2.  | 2013年2月23日  | ボゴタ             | クレー            | マンディ・ミネラ                 | エバ・ブリネロバ アレクサンドラ・パノワ             | 6–4, 6–3            |
| 優勝   | 3.  | 2013年4月7日   | モンテレイ         | ハード            | クルム伊達公子                   | エバ・ブリネロバ タマリネ・タナスガーン             | 6–1, 6–4            |
| 優勝   | 4.  | 2013年4月28日  | マラケシュ         | クレー            | マンディ・ミネラ                 | ペトラ・マルティッチ クリスティナ・ムラデノビッチ   | 6–3, 6–1            |
| 優勝   | 5.  | 2013年9月14日  | タシケント         | ハード            | ヤロスラワ・シュウェドワ         | オリガ・ゴボツォワ マンディ・ミネラ                 | 6–3, 6–3            |
| 優勝   | 6.  | 2014年1月10日  | シドニー           | ハード            | ルーシー・サファロバ             | サラ・エラニ ロベルタ・ビンチ                       | 7–5, 3–6, [10–7]    |
| 準優勝 | 2.  | 2014年2月2日   | パリ               | ハード (室内)     | クリスティナ・ムラデノビッチ     | アンナ＝レナ・グローネフェルト クベタ・ペシュケ     | 7-6(7), 4-6, [5-10] |
| 準優勝 | 3.  | 2014年4月6日   | モンテレイ         | ハード            | オリガ・ゴボツォワ               | ダリヤ・ユラク メーガン・モールトン＝レヴィ         | 6–7(5), 6–3, [9–11] |
| 優勝   | 7.  | 2014年4月20日  | クアラルンプール   | ハード            | 詹皓晴                           | 詹詠然 鄭賽賽                                       | 6–3, 6–4            |
| 準優勝 | 4.  | 2014年7月5日   | ウィンブルドン     | 芝                | クリスティナ・ムラデノビッチ     | サラ・エラニ ロベルタ・ビンチ                       | 1–6, 3–6            |
| 準優勝 | 5.  | 2014年8月17日  | シンシナティ       | ハード            | クリスティナ・ムラデノビッチ     | ラケル・コップス＝ジョーンズ アビゲイル・スピアーズ | 1–6, 0–2, 途中棄権  |
| 優勝   | 8.  | 2015年2月21日  | ドバイ             | ハード            | クリスティナ・ムラデノビッチ     | ガルビネ・ムグルサ カルラ・スアレス・ナバロ         | 6–3, 6–2            |
| 優勝   | 9.  | 2015年5月1日   | マラケシュ         | クレー            | クリスティナ・ムラデノビッチ     | ラウラ・シグムント マリナ・ザネフスカ               | 6–1, 7–6(5)         |
| 優勝   | 10. | 2015年5月17日  | ローマ             | クレー            | クリスティナ・ムラデノビッチ     | マルチナ・ヒンギス サニア・ミルザ                   | 6–4, 6–3            |
| 準優勝 | 6.  | 2016年4月3日   | マイアミ           | ハード            | ヤロスラワ・シュウェドワ         | ベサニー・マテック＝サンズ ルーシー・サファロバ     | 3-6, 4-6            |
| 準優勝 | 7.  | 2016年7月9日   | ウィンブルドン     | 芝                | ヤロスラワ・シュウェドワ         | セリーナ・ウィリアムズ ビーナス・ウィリアムズ       | 3-6, 4-6            |
| 準優勝 | 8.  | 2016年8月4日   | フロリアーノポリス | ハード            | レカ＝ルカ・ヤニ                 | リュドミラ・キチェノク ナディア・キチェノク         | 3-6, 1-6            |
| 優勝   | 11. | 2017年1月13日  | シドニー           | ハード            | アナスタシア・パブリュチェンコワ | サニア・ミルザ バルボラ・ストリコバ                 | 6–4, 6–4            |
| 優勝   | 12. | 2017年5月5日   | ラバト             | クレー            | アンドレア・フラバーチコバ       | ニナ・ストヤノビッチ マリナ・ザネフスカ             | 2–6, 6–3, [10–5]    |
| 準優勝 | 9.  | 2017年5月13日  | マドリード         | クレー            | アンドレア・フラバーチコバ       | 詹詠然 マルチナ・ヒンギス                           | 4–6, 3–6            |
| 優勝   | 13. | 2017年9月17日  | ケベック・シティー | カーペット (室内) | アンドレア・フラバーチコバ       | ビアンカ・アンドリースク カーソン・ブランスティーン | 6–3, 6–1            |
| 優勝   | 14. | 2017年9月30日  | タシケント         | ハード            | アンドレア・フラバーチコバ       | 日比野菜緒 オクサナ・カラシニコワ                   | 7–5, 6–4            |
| 準優勝 | 10. | 2017年10月8日  | 北京               | ハード            | アンドレア・フラバーチコバ       | 詹詠然 マルチナ・ヒンギス                           | 1–6, 4–6            |
| 優勝   | 15. | 2017年10月20日 | モスクワ           | ハード (室内)     | アンドレア・フラバーチコバ       | ニコール・メリヒャル アナ・スミス                   | 6–2, 3–6, [10–3]    |
| 優勝   | 16. | 2017年10月29日 | シンガポール       | ハード (室内)     | アンドレア・フラバーチコバ       | キキ・ベルテンス ヨハンナ・ラーション               | 4–6, 6–4, [10–5]    |
| 優勝   | 17. | 2018年1月26日  | 全豪オープン       | ハード            | クリスティナ・ムラデノビッチ     | エカテリーナ・マカロワ エレーナ・ベスニナ           | 6–4, 6–3            |
| 準優勝 | 11. | 2018年5月12日  | マドリード         | クレー            | クリスティナ・ムラデノビッチ     | エカテリーナ・マカロワ エレーナ・ベスニナ           | 6–2, 4–6, [8–10]    |
| 優勝   | 18. | 2018年6月24日  | バーミンガム       | 芝                | クリスティナ・ムラデノビッチ     | エリーズ・メルテンス デミ・シュールス               | 4–6, 6–3, [10–8]    |
| 準優勝 | 12. | 2018年9月9日   | 全米オープン       | ハード            | クリスティナ・ムラデノビッチ     | アシュリー・バーティ ココ・バンダウェイ             | 6–3, 6–7(2), 6–7(6) |
| 優勝   | 19. | 2018年10月28日 | シンガポール       | ハード (室内)     | クリスティナ・ムラデノビッチ     | バルボラ・クレイチコバ カテリナ・シニアコバ         | 6–4, 7–5            |
| 準優勝 | 13. | 2019年1月25日  | 全豪オープン       | ハード            | クリスティナ・ムラデノビッチ     | サマンサ・ストーサー 張帥                           | 3–6, 4–6            |
| 優勝   | 21. | 2019年4月28日  | イスタンブール     | クレー            | クリスティナ・ムラデノビッチ     | アレクサ・グラッチ サブリナ・サンタマリア           | 6–1, 6–0            |
| 優勝   | 13. | 2019年6月9日   | 全仏オープン       | クレー            | クリスティナ・ムラデノビッチ     | 段瑩瑩 鄭賽賽                                       | 6–2, 6–3            |

## 4大大会シングルス成績
略語の説明
| W | F | SF | QF | #R | RR | Q# | LQ | A | Z# | PO | G | S | B | NMS | P | NH |

W=優勝, F=準優勝, SF=ベスト4, QF=ベスト8, #R=#回戦敗退, RR=ラウンドロビン敗退, Q#=予選#回戦敗退, LQ=予選敗退, A=大会不参加, Z#=デビスカップ/BJKカップ地域ゾーン, PO=デビスカップ/BJKカッププレーオフ, G=オリンピック金メダル, S=オリンピック銀メダル, B=オリンピック銅メダル, NMS=マスターズシリーズから降格, P=開催延期, NH=開催なし.
| 大会           | 2011 | 2012 | 2013 | 2014 | 2015 | 2016 | 2017 | 2018 | 2019 | 通算成績 |
| -------------- | ---- | ---- | ---- | ---- | ---- | ---- | ---- | ---- | ---- | -------- |
| 全豪オープン   | A    | LQ   | 1R   | 1R   | 1R   | 2R   | 1R   | 2R   | 2R   | 3–7      |
| 全仏オープン   | A    | 1R   | LQ   | LQ   | 1R   | 2R   | 1R   | 1R   | 1R   | 1–6      |
| ウィンブルドン | A    | 2R   | 1R   | 1R   | 2R   | 2R   | 1R   | 1R   | LQ   | 3–7      |
| 全米オープン   | LQ   | 1R   | 1R   | 1R   | 1R   | 3R   | 2R   | 1R   |      | 3–7      |